# Aridane Hernández
Aridane Hernández Umpiérrez (Tuineje, Fuerteventura, Canarias, 23 de marzo de 1989) es un futbolista profesional que juega como defensa.

## Trayectoria
Aridane Hernández salió muy joven de su ciudad natal en Canarias para integrarse en el equipo cadete del Real Valladolid C. F., de donde pasó a los juveniles del Real Madrid y, en 2007, a los del Liverpool.
Al año siguiente se integró en el filial del Real Valladolid donde permaneció dos temporadas. En 2010 firmó por dos temporadas por la A. D. Ceuta pero en 2011 rescindió el año que le quedaba y firmó por el Deportivo Alavés.
En la temporada 2012-13, firmó por el Club Deportivo Eldense donde permaneció hasta 2015. En ese verano, el Granada C. F. se hizo con sus servicios cediéndolo posteriormente al Cádiz Club de Fútbol, donde consiguió el ascenso a Segunda División.
El 18 de julio de 2016 se desvinculó del Granada Club de Fútbol y firmó con el Cádiz Club de Fútbol por tres temporadas. El 17 de julio de 2017 fichó por el Club Atlético Osasuna para las cuatro próximas temporadas, pagando por su traspaso 1 500 000 € y 500 000 € más si Osasuna ascendía en los siguientes tres años.
El 5 de julio de 2023 se anunció su fichaje por el Rayo Vallecano, al que llegó libre hasta 2025, tras finalizar contrato con el C. A. Osasuna. En esos dos años participó en 39 partidos y al expirar su contrato se quedó sin equipo tras no ser renovado.

## Clubes
Actualizado hasta el último partido jugado el 24 de mayo de 2025.
| Club                      | País   | Liga        | Año       | Partidos | Goles |
| ------------------------- | ------ | ----------- | --------- | -------- | ----- |
| Real Valladolid C. F. "B" | España | 2.ª B y 3.ª | 2008-2010 | 48       | 1     |
| A. D. Ceuta               | España | 2.ª B       | 2010-2011 | 18       | 0     |
| Deportivo Alavés          | España | 2.ª B       | 2011-2012 | 15       | 2     |
| C. D. Eldense             | España | 3.ª y 2.ª B | 2012-2015 | 90       | 5     |
| Cádiz C. F.               | España | 2.ª B y 2.ª | 2015-2017 | 77       | 2     |
| C. A. Osasuna             | España | 2.ª y 1.ª   | 2017-2023 | 152      | 4     |
| Rayo Vallecano            | España | 1.ª         | 2023-2025 | 39       | 0     |